# 巴克角鎮區 (密歇根州)
巴克角鎮區（英語：Pointe Aux Barques Township）是位於美國密歇根州休倫縣的一個行政鎮區。

## 地方資料
巴克角鎮區的面積為10.00平方千米，當中陸地面積為3.39平方千米，而水域面積為6.61平方千米。根據2020年美國人口普查的數據，當地共有人口15人，而人口密度為每平方千米1.5人。